# Girdon Connor
Girdon Connor (26 gennaio 1979) è un ex calciatore anguillano, di ruolo centrocampista.

## Carriera

### Club
Ha sempre militato tra le file dei Roaring Lions, nel campionato anguillano di prima serie.

## Palmarès

### Club
- Campionato anguillano: 5

Roaring Lions: 2005-06, 2009-10, 2013-14, 2016-17, 2020